# Calapnita subphyllicola
Calapnita subphyllicola är en spindelart som beskrevs av Christa L. Deeleman-Reinhold 1986. Calapnita subphyllicola ingår i släktet Calapnita och familjen dallerspindlar.
Artens utbredningsområde är Filippinerna. Inga underarter finns listade.